# Teletrak
Teletrak es una red de locales especializados para la transmisión y venta de apuestas hípicas de los hipódromos de Chile. La administración de esta red está a cargo del Club Hípico de Santiago y el Hipódromo Chile. 
Fue fundado en 1990 y cuenta con diversos locales en Chile, desde Arica a Punta Arenas. En estos locales, el público puede apostar en las distintas carreras sin la necesidad de asistir a los hipódromos. Además existe un canal de televisión, Teletrak TV, en que se transmiten las carreras vía televisión de pago.

## Apuestas
El sistema de apuestas tiene montos mínimos de acuerdo a las categorías. Si se apuesta a un solo caballo en una carrera particular, se debe apostar por uno de los tres primeros lugares; si se apuesta por dos o por tres, existe la opción de intentar acertar los lugares que obtendrá cada uno (siempre los primeros), o solo a que esos animales obtendrán los primeros puestos. Para las apuestas que incluyen más de una carrera, existen diversas modalidades, fijadas por los hipódromos.